# Joseph-François de Cadenet de Charleval
Pour les articles homonymes, voir Cadenet (homonymie) et Charleval.
Joseph-François de Cadenet de Charleval (6 mars 1710, Aix-en-Provence - 22 janvier 1759, Agde), est un prélat français, évêque d'Agde.

## Biographie
Fils de François de Cadenet de Charleval, président au Parlement de Provence, et neveu de Gaspard de Gueidan, il est reçu conseiller-clerc au Parlement de Provence le 28 mai 1734 en la charge d'Augustin son oncle. Passé à la vie religieuse il est nommé vicaire général de Jean-Baptiste de Brancas, archevêque d'Aix, et abbé commendataire de l'abbaye Saint-Michel de Pessan dans le diocèse d'Auch en 1738. Réputé pour son « orthodoxie et ses vertus » il est promu évêque d'Agde le 30 septembre 1740 et consacré à Aix-en-Provence par l'archevêque. Dans son diocèse il fait « prêcher des Missions » et implante les Frères des écoles chrétiennes afin d'extirper le jansénisme. Il meurt à Agde le 22 janvier 1759.

### Sources
- Théophile Berengier, Notice sur Mgr Joseph-François de Cadenet de Charleval, évêque et comte d'Agde (1710-1759), 1884
- Honoré Fisquet, La France pontificale, 1864